# Voltxno-Burlínskoie
Voltxno-Burlínskoie (en rus: Волчно-Бурлинское) és un poble del krai de l'Altai, a Rússia, que el 2013 tenia 1.266 habitants.